# Журівка (Миколаївський район)
Журі́вка (в минулому  — Журавка) — село в Україні, у Березанській селищній громаді Миколаївського району Миколаївської області. Населення становить 96 осіб.